# Kiekurijärvi
Kiekurijärvi är en sjö i Överkalix kommun i Norrbotten och ingår i Kalixälvens huvudavrinningsområde. Sjön har en area på 0,0493 kvadratkilometer och ligger 179 meter över havet.

## Delavrinningsområde
Kiekurijärvi ingår i det delavrinningsområde (742102-180911) som SMHI kallar för Ovan 742406-180653. Medelhöjden är 157 meter över havet och ytan är 21,8 kvadratkilometer. Räknas de 4 avrinningsområdena uppströms in blir den ackumulerade arean 77,27 kvadratkilometer. Liminkajoki (Limingån) som avvattnar avrinningsområdet har biflödesordning 2, vilket innebär att vattnet flödar genom totalt 2 vattendrag innan det når havet efter 134 kilometer. Avrinningsområdet består mestadels av skog (67 procent) och sankmarker (30 procent). Avrinningsområdet har 0,05 kvadratkilometer vattenytor vilket ger det en sjöprocent på 0,2 procent.